# 黃鳳儀
黃鳳儀（1976年1月5日—）是一位台灣女歌手、創作人，也是布袋戲大師黃俊雄與西卿的長女，出生於臺灣台北市，15歲與母親一起發行唱片合輯，演唱布袋戲歌曲『新噢媽媽』、『火金姑』。高中及大學時期留學於加拿大，1998年返台後參與改編金庸小說〈射鵰英雄傳〉所製作的8點檔布袋戲，是其首次參與布袋戲藝術工作。2000年主唱中視千禧雲州大儒俠主題曲，發行其第一張布袋戲原聲專輯「雲州大儒俠－風雲再現」，成為新一代布袋戲歌后接班人。
長期投身於家族布袋戲歌曲演唱及創作，除布袋戲歌曲演唱及製作外，也參與天地多媒體的公關工作。2001年赴香港簽下暢銷漫畫『風雲』之改作權，其胞弟黃立綱製作了首部漫畫布袋戲「天地風雲」。
2015年才發行了第一張非布袋戲的個人音樂創作專輯『幸福的船』，後續參與金枝演社《我要做好子》的演出，首次擔任女主角。近年演唱電視劇單曲；阿英的成長日記主題曲「若不是因為你」、天之蕉子片尾曲「我的美麗」等。
目前任職於天地多媒體，並為金光布袋戲演唱歌曲作品。

## 工作
- 擔任霹靂布袋戲的歌曲主唱。
- 擔任金光布袋戲的歌曲主唱、企劃行銷、名譽編劇與名譽廠長／劇團公關。
- 擔任動脈音樂的歌手、創作人[7]。

## 作品

### 布袋戲相關
- 1994年

- 《新雲州大儒俠》（華視）

- 1996年

- 《金光霹靂菩薩藏》（錄影帶）
- 《萬教大格殺》（錄影帶）

- 1998年

- 《金光十八龍》（民視）

- 1999年

- 《金光九天盤》（錄影帶）
- 《金庸布袋戲-射鵰英雄傳》（TVBS八點檔）

- 2000年

- 《雲州大儒俠【千禧年版】》（中視）

- 2002年

- 《第一俠 苦海女神龍》（台視）
- 《第一俠 苦海女神龍之霹靂城》（台視）
- 《第一俠 苦海女神龍之鷹燕龍虎榜》（台視）

- 2003年

- 《年代電視重播 第一俠苦海女神龍 三部曲》

- 2004年

- 《天地風雲》（華視）

另外於2006年在霹靂電視台重播
- 2006年

- 《六合水滸傳》（民視）

- 2007年

- 《包公俠義傳》（公視）

- 2009年

- 《金光系列之黑白龍狼傳》（DVD出租）

- 2012年

- 《金光布袋戲-天地風雲錄之決戰時刻》（DVD出租）

### 個人專輯
- 2015《幸福的船》個人創作專輯

### 金光布袋戲演唱
- 2015年

- 青石願(金光御九界之墨世佛劫第二片尾曲)
- 誤前塵(金光御九界之墨邪錄片尾曲)

- 2013年

- 琴刀相依(聆秋露角色演唱曲)
- 一劍無悔(天地風雲錄之九龍變第二片尾曲)

- 2010年

- 石頭少年(憶無心角色演唱曲)

- 2000年

- 《雲州大儒俠【千禧年版】》（中視）/原聲帶【史豔文-風雲再現】
- 風雲女(風雲女角色曲)
- 你敢知(冷心心角色曲)
- 野流星(火金姑)(千禧雲州大儒俠插曲)
- 苦海女神龍(苦海女神龍角色曲)]
- 爍爍俊(小金剛角色曲)]
- 醉桃花(醉桃花角色曲)]

### 霹靂布袋戲演唱
- 舊人難忘(霹靂皇朝之龍城聖影片尾曲)
- 等待月圓(霹靂震寰宇之刀龍傳說片尾曲)
- 飛天小神獸(咪吱角色曲)
- 一笑天涯(動機風雲－緝天涯角色曲)

### 戲劇主題曲插曲
- 幸福的船(華視「愛你無條件」插曲)
- 有你作伴(台視「700歲旅程」插曲)
- Whisky情歌(台視「700歲旅程」插曲)
- 放輕鬆(台視「700歲旅程」插曲)
- 若不是因為你(大愛「阿英的成長日記」片尾曲)
- 我的美麗(台視「天之蕉子」片尾曲)

### 其他創作
- 《台語新浪潮》獨一無二（詞/曲）
- 阿吉仔「來鹿港七逃阿吉仔」(feat.)
- 康康「賈斯特瑪莉」 (詞／演唱)
- 吳淑敏「情畫情話」作詞
- 吳淑敏「雨暝」作詞
- 翁鈺鈞《猶有我》作詞
- 金光布袋戲《天地風雲錄之決戰時刻》片頭曲〈決戰時刻〉作詞
- 金光布袋戲《金光御九界之魆妖紀》片頭曲〈燃燒吧鳳凰〉作詞]
- 大林鎮光觀形象主題曲「大林小旅行」(共同作詞)

### 參與編劇
- TVBS台灣 / 湖北衛視【射鵰英雄傳】
- 【國防部保密防諜莒光日宣導片-布袋戲篇】
- 【7-11電視CF 史艷文vs素還真-西門篇】]
- 黃金布袋戲《射雕英雄傳》、漫畫布袋戲《天地風雲》、《黑白龍狼傳》
- 「台語新浪潮(壹)演唱會」開場及串場影片

### 參與企劃
- 史艷文30周年紀念活動
- 千禧雲州大儒俠典藏版VCD
- 華視/霹靂衛星台「天地風雲」
- 天地風雲DVD/配樂原聲帶
- 台視/年代MUCH「第一俠苦海女神龍」「霹靂城」「鷹燕龍虎榜」
- 第一俠苦海女神龍系列DVD
- 公視/客家電視台「包公俠義傳」
- 2007衛武營娃娃國黃俊雄布袋戲展演
- 2007-2009雲林國際偶戲節
- 2009雲林布袋戲館開幕展
- 2010雲林意象黃俊雄巡迴演出
- 史豔文30周年紀念活動
- 史豔文40周年紀念系列活動
- 2010黑白龍狼傳
- 2011兩廳院國際藝術節－雲州大儒俠之決戰時刻
- 2011雲林布袋戲館黃俊雄布袋戲展
- 2015「台語新浪潮」演唱會開場及串場影片
- 2017台北市立國樂團「TCO轟動武林驚動萬教－黃俊雄」布袋戲音樂會
- 2020雲林國際偶戲節「男神時代」開幕音樂會
- 2023《人間國寶黃俊雄》紀錄短片
- 2023《遇見布袋戲的代名詞－黃俊雄》紀錄片

### 歷年演出及電視通告
- 921賑災義演
- 2000千禧台北燈會、總統就職晚會
- 2002台北未來不是夢演唱會
- 2004總統就職晚會
- 2005全運會開幕、新春霹靂COS化妝舞會、青春布袋戲演唱會
- 2006新舞臺售票演出、台中燈會
- 2007布袋戲百年風華－群英會、高雄燈會、宜蘭傳藝夏之祭、衛武營娃娃國展演活動
- 宗教藝術節布袋戲嘉年華演唱會、大甲鎮瀾宮慶典、鹿港媽祖廟慶典、西螺福興宮慶典
- 2008雲林跨年晚會、黃俊雄布袋戲全台巡演100場、夢啟時代演唱會
- 2009傳藝緯創家庭日、布袋戲懷舊金曲音樂會
- 2010海峽兩岸民間藝術節、史豔文40周年慶生活動
- 2011兩廳院國際藝術節、大甲媽祖國際觀光文化節、全國廟會藝陣嘉年華、霹靂魔幻交響詩
- 傳藝建國百年好戲100
- 各屆雲林國際偶戲節
- 緯來冰火五重天
- 東風桃色蛋白質
- GTV台灣紅歌星
- 台灣望春風
- 台灣紅歌100年
- MUCH塵封年代
- 三立黃金夜總會
- 我愛冰冰秀
- 型男大主廚
- 綜藝大熱門
- 天王豬哥秀
- 萬秀豬王
- 台灣好歌聲
- 金曲年代
- 全家有智慧
- 公視台語台 台灣記事簿
- 公視台語台 心所愛的歌
- 超級同學會

## 外部連結
- 黃鳳儀的Facebook專頁
- 黃鳳儀的Instagram帳戶